# 林都湖

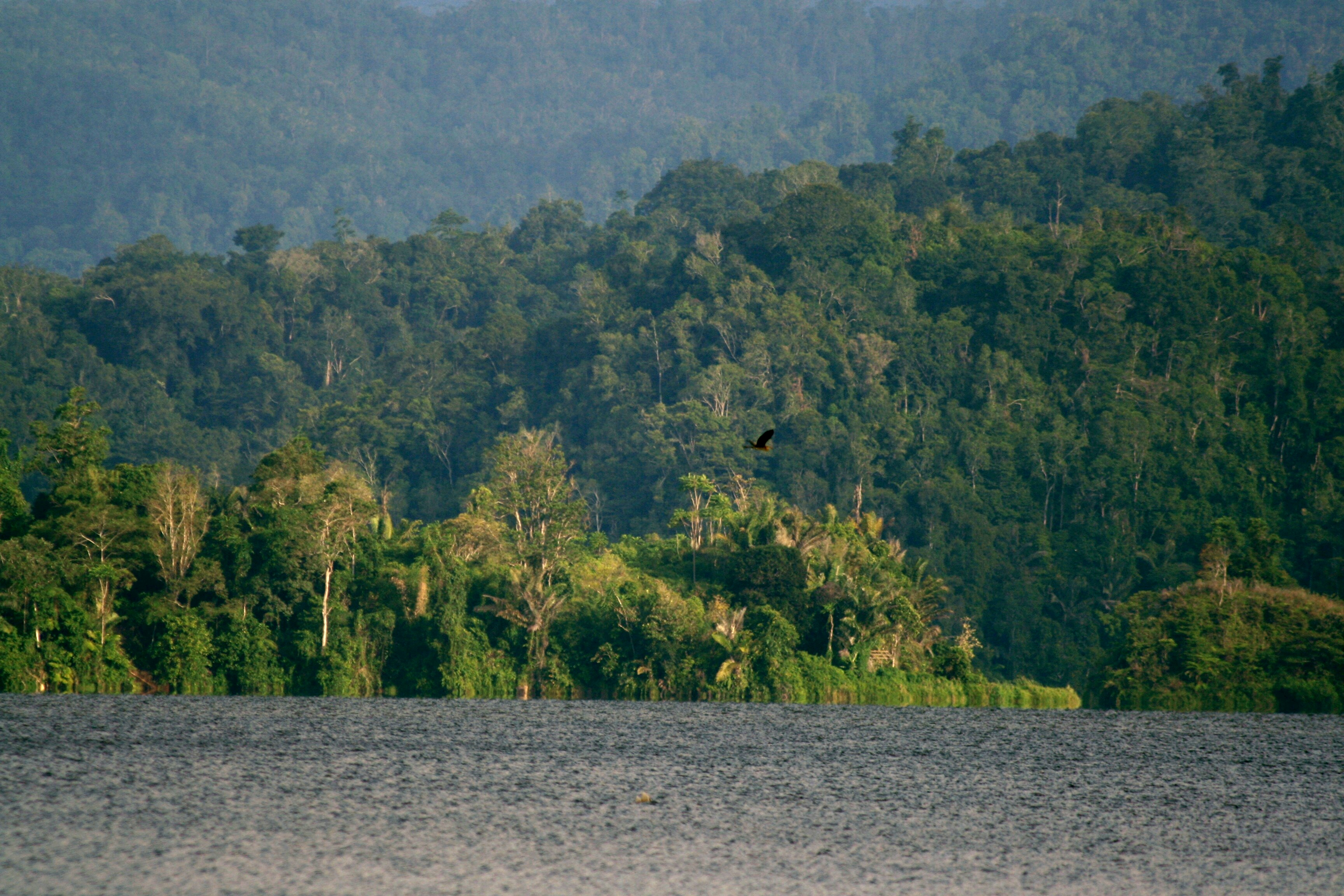
林都湖

林都湖（印尼语：Danau Lindu）是印度尼西亚中苏拉威西省的一座湖泊，位于希吉县东部的库拉威区（Kecamatan Kulawi）境内，是罗瑞林都国家公园的一部分。林都湖形成于上新世时期，属构造湖。林都湖海拔约1,000米，表面积3,488公顷，是苏拉威西地区第八大的湖泊。
1°19′09″S 120°04′37″E / 1.31917°S 120.07694°E